# ProtonMail
Proton Mail er en gratis open source krypteret webmailservice etableret i 2013 ved CERNs forskningscenter af Jason Stockman, Andy Yen og Wei Sun.
Proton Mails kryptering er udformet som et system baseret på vidensløst bevis, og benytter klient-side kryptering til at beskytte emails og brugerdata før disse sendes til Proton Mails servere, i modsætning til andre almindelige webmail services som Gmail og Hotmail. Proton Mail drives af Proton Technologies AG i Kanton Genève, hvis servere befinder sig på to lokationer i Schweiz, udenfor USAs og EUs juridiske rækkevidde. Proton Mail blev oprindeligt finansieret ved hjælp af en crowdfundingkampagne, og vil på længere sigt blive opretholdt ved en multi-differentieret prisfastsættelse, selvom man kan åbne en konto gratis. Proton Mail havde i midten af 2022 mere end 70 millioner brugere og over 400 ansatte.